# Алмір
Алмір де Соуза Фрага (порт. Almir de Souza Fraga; нар. 26 березня 1969, Порту-Алегрі) — колишній бразильський футболіст, що грав на позиції нападника.
Виступав більш ніж в 15 клубах за свою кар'єру, у тому числі в Японії, Туреччині і Мексиці, а також національну збірну Бразилії, у складі якої був учасником Кубка Америки 1993 року.

## Клубна кар'єра
У дорослому футболі дебютував 1988 року виступами за команду клубу «Греміо», в якій провів два сезони, взявши участь у 18 матчах чемпіонату і виграв у 1989 році Кубок Бразилії.
Своєю грою за цю команду привернув увагу представників тренерського штабу клубу «Сантус», до складу якого приєднався 1990 року. Відіграв за команду з Сантуса наступні чотири сезони своєї ігрової кар'єри. Більшість часу, проведеного у складі «Сантуса», був основним гравцем атакувальної ланки команди.
1994 року вирушив до Японії, перейшовши у місцевий «Бельмаре Хірацука», з яким того ж року виграв Кубок Імператора. Під час виступів здавався в оренду в клуб «Сан-Паулу», у складі якого вигравав Кубок володарів Кубка КОНМЕБОЛ у 1996 році, забивши 4 м'ячі в турнірі.
1997 року виступав за «Атлетіко Мінейру», у складі якого вигравав кубок КОНМЕБОЛ, а з наступного року став виступати за «Палмейрас», вигравши Кубок століття Белу-Орізонті в і Кубок Меркосур в 1998 році.
Погравши у 1999 році за «Інтернасьйонал», Алмір вдруге вирушив за кордон, цього разу в турецький «Ґазіантепспор», але надовго в команді не затримався і повернувся на батьківщину, де грав за «Спорт Ресіфі», «Парану» та «Сан-Каетану».
З 2001 року виступав у Мексиці за клуби «Керетаро», «Атлас» та «Лобос БУАП».
Завершував професійну ігрову кар'єру у бразильських клубах нижчої ліги «Улбра Жи-Парана», «Порту-Алегрі» та «Можі-Мірім», за які виступав протягом 2006—2008 років.

## Виступи за збірну
13 грудня 1990 року дебютував в офіційних матчах у складі національної збірної Бразилії в товариській грі проти Мексики (0:0).
У складі збірної був учасником розіграшу Кубка Америки 1993 року в Еквадорі, зігравши тільки в одному матчі проти Аргентини.
Протягом кар'єри у національній команді, яка тривала 4 роки, провів у формі головної команди країни лише 5 матчів.

## Титули і досягнення
- Володар Кубка Бразилії:

«Греміо»: 1989
- Володар Кубка Імператора:

«Бельмаре Хірацука»: 1994